# ديبورا ونايت
ديبورا ونايت (بالإنجليزية: Deborah Knight)‏ هي مذيعة أخبار وصحفية أسترالية، ولدت في 23 نوفمبر 1972 في كوفس هاربور في أستراليا.